# ひと雨くれば
「ひと雨くれば」（ひとあめくれば）は小柳ルミ子の15枚目のシングル。1975年5月25日にワーナー・パイオニアから発売された。

## 概要
「ひと雨くれば」は金鳥（大日本除虫菊）蚊取線香のコマーシャルソングに使用された。
次のシングルである「花車」と共にレコード大賞の審査会で披露された。
1979年にSMSから再リリースされた際には「ほたる列車」がA面、「ひと雨くれば」がB面に変更された。
B面曲「ほたる列車」を提供したさだまさしは、自身のソロ・アルバム『帰去来』（1976年）に、この曲のメロディを元にして改作した楽曲「多情仏心」を収録している。
「ほたる列車」は、2011年7月20日発売の12枚組CD-BOX『小柳ルミ子 デラックス・ボックス』に収録されたが、高価なCD-BOXでしか聴くことが出来ない状態が続いた。2014年5月14日、MEG-CDのカタログに小柳ルミ子の作品が加わり本シングルも商品化対象となった。故に2018年現在は「ひと雨くれば／ほたる列車」を単品かつ安価で入手・聴くことが可能である。
後に再々リリースされ、A面に「ひと雨くれば」、B面に「夕涼み」（作詞：星野ゆり／作曲：赤堀信明／編曲：青木望）が収録された。（MEG-CD商品化済み）

## 収録曲
1. ひと雨くれば
作詞：麻生香太郎／作曲：井上忠夫／編曲：森岡賢一郎
2. ほたる列車
作詞・作曲：さだまさし／編曲：森岡賢一郎

## カバー
- 石川さゆり（1975年、アルバム「あなたの私」に収録）